# John King (piłkarz)
John Fitzgerald King (ur. 13 listopada 1993 w Belize City) – belizeński piłkarz (okazjonalnie również piłkarz plażowy) występujący na pozycji pomocnika, reprezentant kraju, obecnie zawodnik Wagiyi.

## Kariera klubowa
King pochodzi z miasta Belize City, dorastał na osiedlu Pickstock. Uczęszczał do szkoły podstawowej Holy Redeemer Primary School i trenował piłkę nożną w szkółce juniorskiej Brown Bombers. W 2007 roku dołączył do klubu Belize Defence Force FC. Następnie przeprowadził się do Dangrigi, gdzie uczył się w szkole średniej Delille Academy i występował w lokalnych rozgrywkach Dangriga Mayor’s Cup. Po powrocie do Belize City podpisał umowę z FC Belize, z którym wywalczył wicemistrzostwo kraju (2012/2013 Closing). Bezpośrednio po tym po raz drugi został piłkarzem Belize Defence Force FC.
W 2014 roku King przeszedł do Belmopan Bandits FC, w którego barwach zdobył mistrzostwo Belize (2014/2015 Opening) i wicemistrzostwo Belize (2014/2015 Closing). Później powrócił do Belize Defence Force FC, by następnie zostać graczem Police United FC. W styczniu 2017 przeszedł do zespołu Verdes FC, gdzie zdobył tytuł mistrza Belize (2017/2018 Opening) i dwa wicemistrzostwa (2016/2017 Closing, 2018/2019 Opening). Po półtora roku w Verdes powrócił do Police United, skąd odszedł do Wagiya FC.

## Kariera reprezentacyjna
W marcu 2013 King znalazł się w składzie reprezentacji Belize U-20 na Igrzyska Ameryki Środkowej w San José. Rozegrał tam wszystkie trzy spotkania (z czego dwa w wyjściowym składzie), a jego drużyna odpadła z męskiego turnieju piłkarskiego w fazie grupowej.
W sierpniu 2015 King został powołany przez Edmunda Pandy'ego Sr. do reprezentacji Belize U-23 na środkowoamerykańskie preeliminacje do Igrzysk Olimpijskich w Rio de Janeiro. Belizeńczycy przegrali obydwa spotkania i odpadli z dalszej rywalizacji.
W marcu 2015 King w barwach reprezentacji Belize w piłce nożnej plażowej wziął udział w Mistrzostwach CONCACAF. Tam strzelił po jednym golu w meczach z Jamajką (5:8) oraz Portorykiem (6:1), zaś jego zespół zakończył swój udział w turnieju na fazie grupowej.
W sierpniu 2014 King został powołany przez selekcjonera Leroya Sherriera Lewisa do pierwszej reprezentacji Belize na turniej Copa Centroamericana. Właśnie tam, 7 września 2014 w przegranym 1:2 meczu grupowym z Gwatemalą, zadebiutował w seniorskiej drużynie narodowej. Był to jego jedyny występ w tych rozgrywkach, a Belizeńczycy odpadli już w fazie grupowej.